# 黑眼蝶屬
黑眼蝶屬（學名：Ethope）是蛺蝶科眼蝶亞科幘眼蝶族中的一個屬。共有4個物種，分佈於馬來半島。成蟲會以貝氏擬態摸仿紫斑蝶屬物種的翅膀白點，使捕食者不好獵食，這是眼蝶分類相對罕有的進化形態。

## 物種

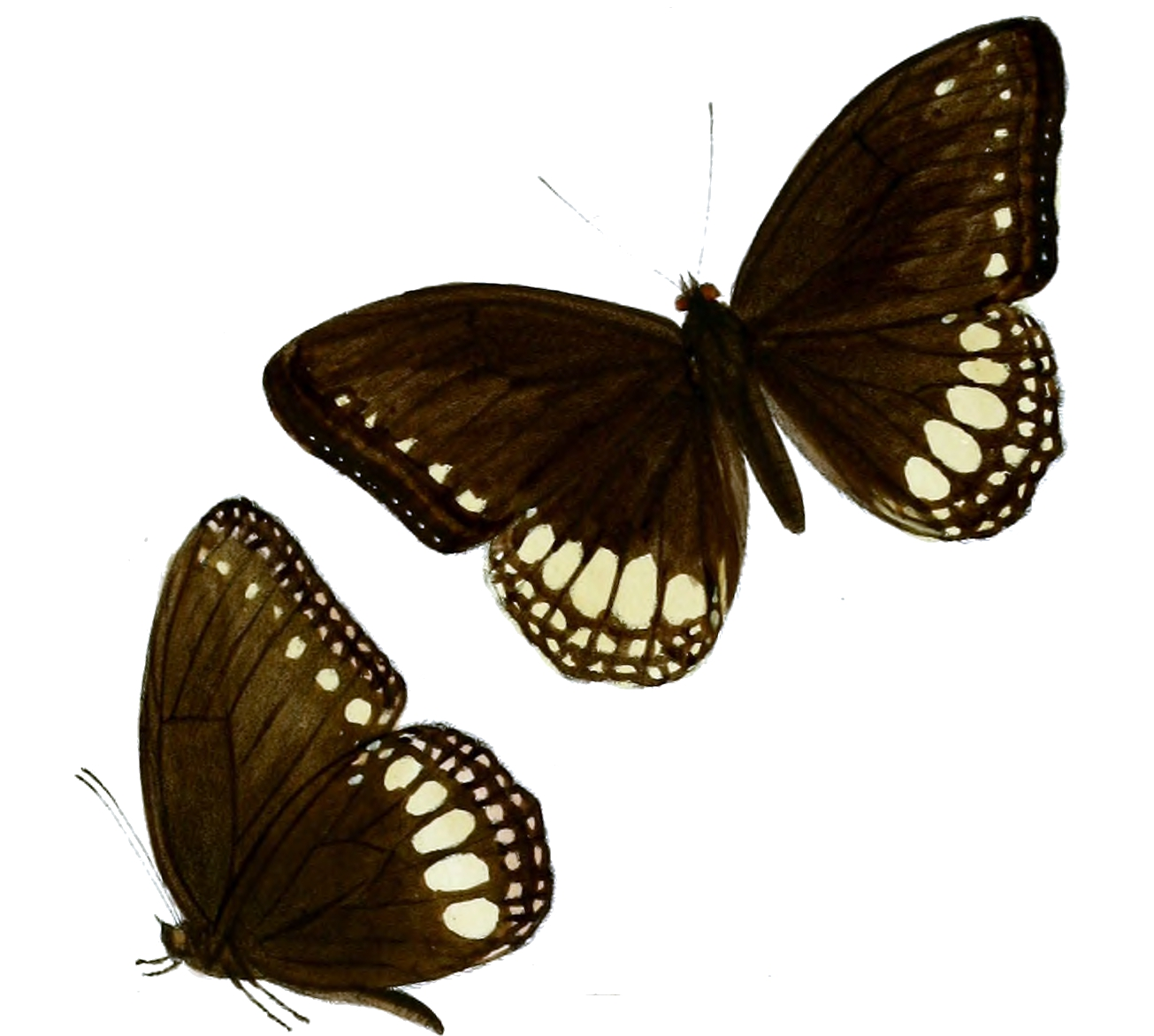
戴冠黑眼蝶 Ethope diademoides
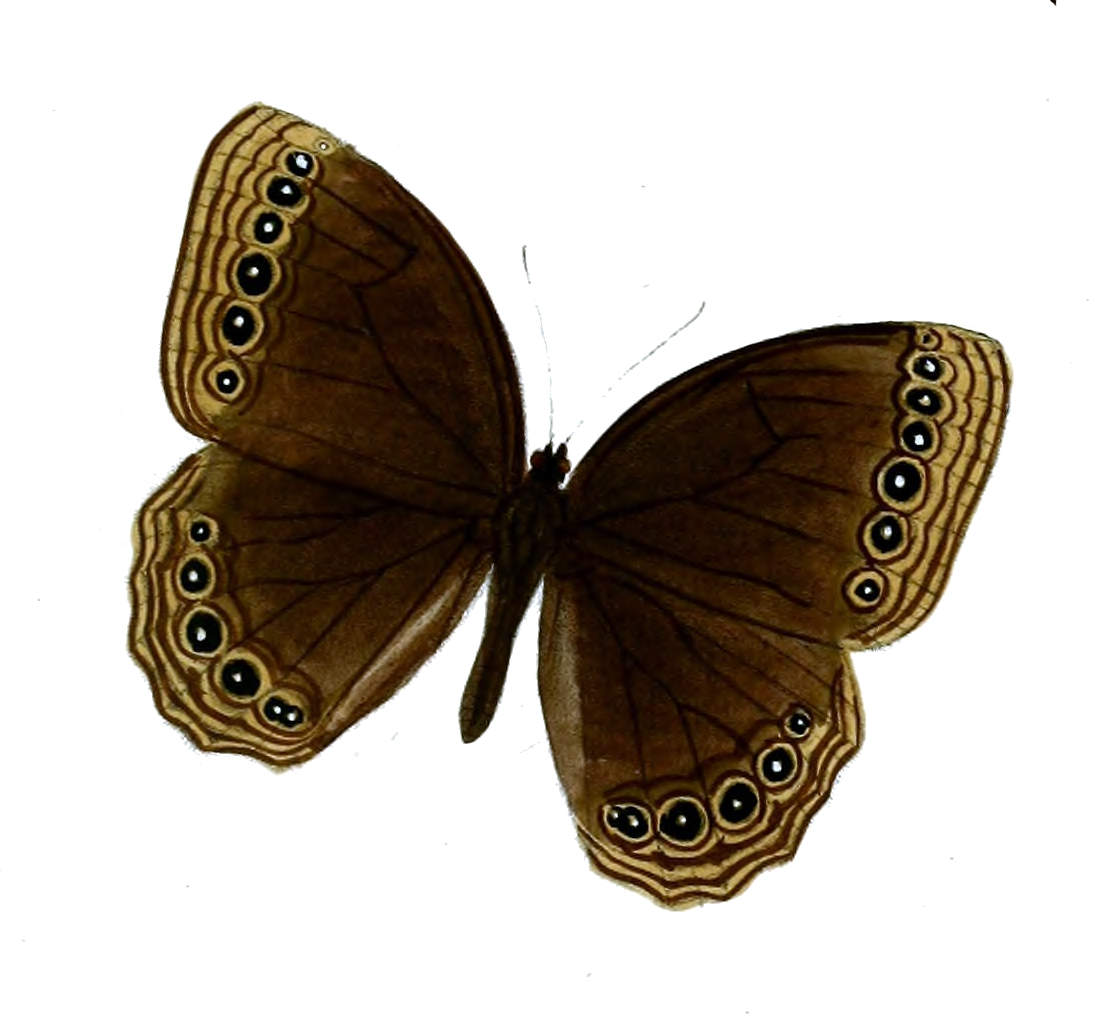
黑眼蝶 Ethope henrici
- 指名黑眼蝶 Ethope himachala
- 白襟黑眼蝶 Ethope noirei

## 圖集
- 戴冠黑眼蝶
Ethope diademoides
- 指名黑眼蝶
Ethope himachala

## 腳註
1. ↑  Brower, Andrew V. Z. 2009. Ethope Moore 1866. Version 16 November 2009 (under construction). http://tolweb.org/Ethope/70724/2009.11.16 （页面存档备份，存于） in The Tree of Life Web Project, http://tolweb.org/ （页面存档备份，存于） （英文）